# Pixel 5a
Pixel 5a (также известный как Pixel 5a с 5G) — Android-смартфон, разработанный и продаваемый Google как часть линейки продуктов Google Pixel. Он служит вариантом Pixel 5 среднего класса. Он был официально анонсирован 17 августа 2021 года в пресс-релизе и выпущен 26 августа.

## Характеристики[3]

### Дизайн и оборудование
Pixel 5a имеет алюминиевый корпус и стекло Gorilla Glass 3 для экрана. Устройство доступно в единственном цвете, в основном черном. Корпус имеет толстое пластиковое покрытие, а кнопка включения текстурирована. На задней панели находится емкостный датчик отпечатков пальцев, расположенный под объективом камеры. У него есть стереодинамики, один из которых расположен на нижнем краю, а другой служит динамиком, а также разъем для наушников 3,5 мм. Порт USB-C используется для зарядки и подключения других аксессуаров.
В Pixel 5a используется система на кристалле Qualcomm Snapdragon 765G (состоящая из восьми ядер Kryo 475, графического процессора Adreno 620 и процессора обработки сигналов Hexagon 696), 6 ГБ оперативной памяти LPDDR4X и 128 ГБ нерасширяемой внутренней памяти UFS 2.1. Snapdragon 765G допускает стандартное подключение 5G, однако поддерживаются только сети «sub-6».
Pixel 5a имеет аккумулятор емкостью 4680 мАч и поддерживает быструю зарядку мощностью до 18 Вт. Он имеет степень защиты от воды IP67, что является улучшением по сравнению с его предшественником, в котором не было защиты от воды.
Pixel 5a оснащен 6,34-дюймовым (161 мм) OLED-дисплеем с разрешением 1080p и поддержкой HDR. Дисплей имеет соотношение сторон 20:9 и круглый вырез в верхнем левом углу для фронтальной камеры.
Pixel 5a включает в себя двойную заднюю камеру, расположенную внутри приподнятого квадратного модуля. Широкоугольный объектив 28 мм 77 °F/1.7 имеет 12,2-мегапиксельный сенсор Sony Exmor IMX363, а сверхширокий объектив 107 °F/2.2 имеет 16-мегапиксельный сенсор; фронтальная камера использует 8-мегапиксельный сенсор. Он способен записывать видео 4K со скоростью 30 или 60 кадров в секунду.

### Программное обеспечение
Pixel 5a поставлялся с Android 11 и Google Camera 8.2 при запуске с такими функциями, как экран вызова и приложение для личной безопасности. Ожидается, что он получит основные обновления ОС в течение 3 лет с поддержкой до августа 2024 года. Это первый телефон Pixel, который не поставляется с неограниченным хранилищем в высоком разрешении в Google Фото.

## Известные вопросы
1. Pixel 5a перегревается при записи видео 4K 60 кадров в секунду[7]. Он может записывать только 4 минуты видео 4K (или 30 минут видео 1080p) перед выключением. Google продолжает исследовать проблему перегрева[8].
2. Проблемы с сенсорным экраном в нижней половине дисплея. Google исследует их[8].
3. Pixel 5a столкнулся с массовым браком – устройства начали массово выходить из строя. У некоторых переставал работать дисплей, тогда как у остальных устройство оказывалось полностью неработоспособным. Позже выяснилось, что проблема заключается в инженерном просчёте – Google торопилась к выходу новых Pixel 6 и Pixel 6 Pro, из-за чего ошиблась с компоновкой устройства. Поэтому процессор Pixel 5a – Qualcomm Snapdragon 765G начинал со временем отходить от материнской платы – примерно 50% выпущенных устройств в настоящее время неработоспособны.[9][10] Подобная проблема также сказалась и на более старших моделях, хоть и в меньшей степени – Pixel 4, 4XL, 4a 5G и Pixel 5.